# Jean Carton
Pour les articles homonymes, voir Carton.
 (janvier 2015).
Si vous disposez d'ouvrages ou d'articles de référence ou si vous connaissez des sites web de qualité traitant du thème abordé ici, merci de compléter l'article en donnant les références utiles à sa vérifiabilité et en les liant à la section « Notes et références ».
Jean Maurice Carton, né le 23 mai 1911 dans le 6e arrondissement de Paris, où il est mort le 30 novembre 1988, est un sculpteur, dessinateur et graveur français.

## Biographie
En 1924, Jean Carton entre à l'école Duperré, pour devenir ébéniste. Son professeur, le sculpteur Robert Wlérick, remarque les dons de l'enfant et fait pression sur son père pour le laisser se diriger vers la sculpture.
En 1928, il entre à l'École nationale supérieure des beaux-arts de Paris. Il participe au Salon des Tuileries à Paris en 1942-1944 et au premier Salon de Mai en 1945. Il participe aussi à des expositions étrangères à Londres, Amsterdam, Bruxelles, Le Caire, aux États-Unis et au Canada. En 1946, il reçoit le prix Blumenthal pour ses ouvrages.
En 1949, il organise une exposition personnelle à la galerie Bernier, à Paris. Le peintre Dunoyer de Segonzac lui achète plusieurs gravures et sculptures. Il obtient le prix de la Villa Abd-el-Tif et séjourne 3 ans à la Villa, à Alger.
En 1964, il est élu membre de l'Académie des beaux-arts,.
Il a été membre de la Société des peintres-graveurs français.
En 1980, une grande exposition de sanguines, dessins et gravures est organisée à Artfrance, avenue Matignon, à Paris. L'ouvrage Carton, dessins, gravures, écrit par Roger Passeron (édité par François Daulte, bibliothèque des Arts) est présenté accompagnée d'une séance de signatures à cette occasion.
En 1988 a lieu une grande exposition au musée de la Poste, à Paris.
Les Jumelles, une de ses œuvres, est présente dans les jardins du palais de l'Élysée.

## Distinction
- Chevalier de la Légion d'honneur (1959)[réf. souhaitée]

## Prix
- 1939 : Prix Susse
- 1946 : Prix Blumenthal
- 1949 : Prix de la Villa Abd-el-Tif
- 1950 : Prix Club de France décerné par la Suède
- 1958 : Médaille d'argent, exposition internationale de Bruxelles
- 1960 : Prix de la critique
- 1978 : Grand Prix Taylor

## Collections publiques
- Alès, Musée-bibliothèque Pierre-André-Benoit
- Alger, Musée des Beaux-Arts
- Angers, Musée des Beaux-Arts[10]
- Bagnols-sur-Cèze, musée Albert-André
- Besançon, musée des Beaux-Arts[11]
- Copenhague, glyptothèque
- Gray (Haute-Saône), musée Baron-Martin, Jeunesse, bronze, 43,5 × 50,5 cm, dépôt du Fonds national d'art contemporain
- Honfleur, musée Eugène-Boudin
- Mont-de-Marsan, musée Despiau-Wlérick
- Paris, Bibliothèque nationale de France[12]
- Paris, musée nationale d'art moderne
- Paris, musée d'art moderne[13]
- Saint-Rémy-les-Chevreuse, fondation de Coubertin

## Expositions
- 1938 Paris, Galerie Jane Castel
- 1939 Prague, La Sculpture française
- 1950 Paris, Galerie Bernier
- 1954 Paris, Bibliothèque Nationale de France
- 1958 Cagnes-sur-Mer, Musée
- 1960 Paris, Galerie Bernier
- 1962-43 Oslo, Munich, L'art français
- 1964, Tokyo, New York, Copenhague, L'art français
- 1970, Stockholm, Galerie Blanche
- 1974 Galerie de Paris
- 1976 Paris, Bibliothèque nationale de France
- 1978 Paris, Galerie Artfrance
- 1980 Paris, Galerie Artfrance
- 1981 Tokyo, Centre de Sculpture contemporaine ; Oska, Centre de sculpture contemporaine
- 1982 Quimper, Musée
- 1988 Paris, Musée de la Poste
- 1989 Chambéry, Mont-de-Marsan, Hommage posthume à Carton